# Communauté bear
Pour les articles homonymes, voir Bear.
La communauté bear (aussi dénommée communauté de l'ours) est une subdivision de la communauté gay.
On entend par « Bears » (ours en français ; prononcé /berz/) les hommes homosexuels, parfois bisexuels, porteurs de pilosité faciale et corporelle plus ou moins fournie et visible. Les bears sont également gras et gros, ce n’est généralement pas une caractéristique de différenciation. Le point commun entre toutes ces variantes est l'affichage d’une « masculinité » plus ou moins exacerbée excluant la plupart du temps les codes des autres groupes gay.

## Histoire
La communauté est apparue, semble-t-il, à San Francisco dans les années 1970, avec pour base la communauté cuir. Les premiers Ours se sont rassemblés en réaction à une tendance lourde imposant une allure et une culture de plus en plus formatées, et excluant de fait les homosexuels ne répondant pas aux codes établis. Ceux-ci faisaient la part belle aux jeunes hommes plutôt minces et musclés et ignoraient les homosexuels plus âgés ou dont le corps s'éloignait des nouveaux canons de la beauté gay.
Les premiers clubs et associations se sont différenciés dès leur formation. Certains Ours se sont rassemblés en accueillant tous les exclus des autres groupes, sans discrimination d’âge, de poids et de pilosité. D’autres ont choisi de s’imposer de nouvelles normes physiques, excluant les postulants ne correspondant pas strictement aux codes établis.
Le point commun de tous les groupes existants tient à l’organisation de rencontres annuelles ou à périodicité plus courte. On nomme le plus souvent ces rassemblements des “convergences”. Ces événements font la part belle aux rencontres amicales, festives, parfois sportives, mais aussi sexuelles. Des concours de beauté masculine existent également, à l’image des concours de beauté féminine.
Avant l’explosion de l’Internet, le développement de la communauté était assez lent. Les Ours qui se rendaient dans les centres d’accueil, se sentant exclus de par leur physique hypermasculin, ont majoritairement occupé le Net où les sites dédiés à leur cultures et leurs rencontres se sont multipliés. Preuve du succès, le monde des Ours a enfin fini par intégrer le monde réel où se multiplient désormais les bars, saunas et établissements divers faits pour eux.
Ironiquement, la question de l’acceptation des différents se pose désormais à ces établissements. Doivent-ils accepter uniquement les Ours ou accueillir aussi les homosexuels non-Ours qui aiment les Ours ? Le choix est laissé aux créateurs des établissements, qui prennent cependant bien soin de le faire connaître, généralement sur leur site Internet.
De même, la communauté se scinde de plus en plus, se catégorisant dans des codes plus ou moins rigides. Ainsi, des clubs Ours refusent les hommes avec de l’embonpoint. Et inversement… 
En 2006, on peut dire que le développement de la communauté de l'Ours a recouvert l’ensemble du globe. Il existe des clubs et des associations sur tous les continents, avec cependant une plus grande présence en Amérique du Nord et en Europe, principalement au Royaume-Uni et en Allemagne.

### En France
Pour un article plus général, voir LGBTI en France.

En France, le mouvement est en phase de développement. La communauté en France est aussi ancienne que le mouvement gay. Elle s'est tout d'abord développée à Paris via les établissements dits "mecs" orientés moustache, barbe et cuir, tel le café Moustache. La population de l'époque ressemblait aux dessins de Tom of Finland.
L'ouverture du Bears'Den à Paris en 1999 a définitivement lancé le mouvement, volant la vedette au One Way et au Moustache. Aujourd'hui, il n'existe quasiment pas une grande ville de France sans établissement spécifiquement Ours, mais l'influence du Bears'Den en fait le point de ralliement de tout Ours habitant à Paris ou y passant.
Mais plus que les établissements gays, ce sont les associations qui tissent le lien social du mouvement. Après de nombreuses tentatives sur Paris puis en province, le mouvement s'est peu à peu renforcé. La première association se nomme les Gais Nounours, son objet est la promotion des gays corpulents. L'usage du terme Nounours montre tout le mal-être entre les chubbies (une sous-culture bear destinée aux hommes en surpoids ou obèses), et les Ours. Cette problématique est à l'origine de nombreux conflits et rivalités entre associations, clubs, sites…[réf. souhaitée] Il y a des tentatives pour unifier le mouvement Ours, mais il reste encore de ce passé des stigmates difficiles à effacer dans la représentation Ours française.
Vers la fin des années 1990, le mouvement s'amplifie avec des associations plus précises dans leur objet et leur fonctionnement. On trouve donc Paris Nours, Ursus, Ours France, mais aussi Ours Club France ou encore AllOurs (ex Nantes Bears Club). Peu de ces associations sont aujourd'hui encore actives.
Le précurseur en matière de mise en avant de la communauté de l'Ours sur le web est le site Cybears.org, créé par un membre de la communauté déplorant l'absence d'informations sur le mouvement Ours sur le web français. Il met donc en ligne diverses informations consultables par des Ours de la France entière, notamment des isolés ne pouvant se mettre au courant des dernières nouveautés en matières d'associations ou manifestations, contrairement aux parisiens pour qui le "Bears'Den" "La tanière des ours" est un lieu d'informations et de ralliement. La création de ce site, puis d'associations, permet le développement du mouvement dans toute la France. Le développement sur la toile sera suivi par l'association MIF[Laquelle ?] avec OursCentrer tout en privilégiant la mixité, puis par "bearwww.com" site de rencontres, de profils, permettant entre autres de s'informer sur les principales manifestations à venir ainsi que sur les connectés y participant ; Ursus a proposé un réseau social façon Facebook, aujourd'hui disparu. Le site Cybears.org n'est plus alimenté depuis plusieurs années.

#### Essor dans les années 2010

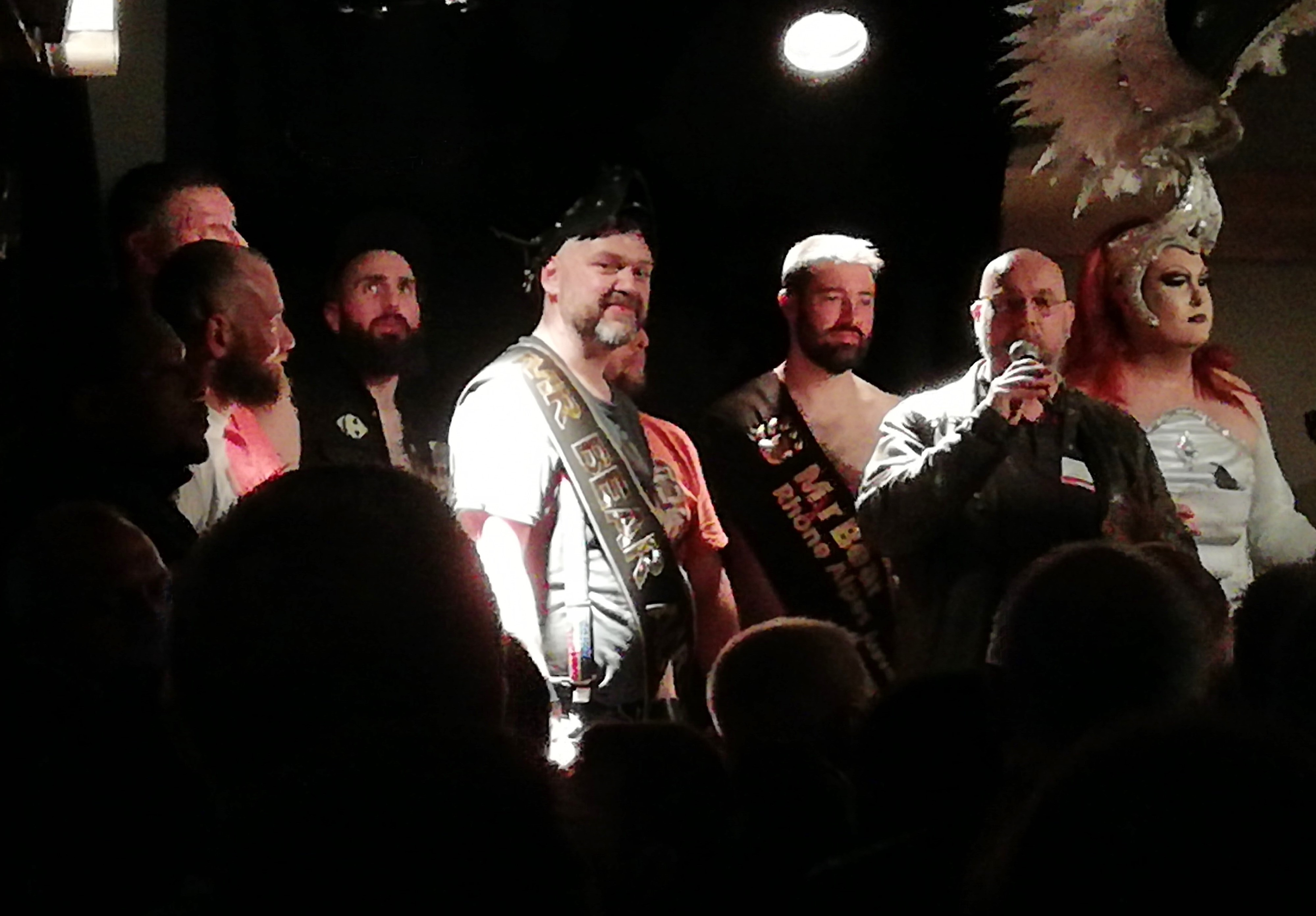
L'élection de Mr Bear Auvergne Rhône Alpes 2019, organisé par Grrrnoble Bear Association, en collaboration avec Grrrizzlyon, dans le cadre de la quinzaine contre le racisme et les discriminations de la Ville de Grenoble. L'objectif de telles élections est de lutter contre les LGBTIphobies et la grossophobie,.

Depuis les années 2000, de nouvelles associations ont vu le jour : Les Ours de Paris en 2000, l'Association Bears & Compagnie en 2011 (association membre du centre LGBTI de Nantes ), Grrrnoble Bear Association en 2013 (association membre du centre LGBTI de Grenoble ) , Grrrizzlyon et Les Ours Occitanie Méditerranée en 2017. Différentes élections de « Monsieur Ours » sont organisées : Paris, Auvergne-Rhône-Alpes, Occitanie, Chti'Nours, Toulouse. 
Les lieux de rencontres commerciaux, en revanche, ont connu une grande phase d’expansion depuis le début des années 2000, et rares sont maintenant les régions ne possédant pas au moins un bar ou un sauna Ours-Amical. Des sites spécialisés répertorient ces lieux, permettant aux Ours de province de savoir où aller.
Mais l’essentiel du monde Ours français se trouve encore sur l’Internet. De nombreux sites vendent des articles spécialisés ou offrent des forums de rencontres gratuits ou payants, car la communauté est devenue un élément important du business gay. En fait, Internet contribue à une meilleure visibilité du mouvement qui, par le nombre de ses membres, ne peut qu'être la partie d'un ensemble plus visible des gays. Cela dit le noyau de l'Internet Ours français se solidifie, s'organise et s'implante enfin durablement dans le paysage gay, et a même vu apparaître du porno Ours français, mais les rares tentatives (Ursus Vidéo) n'ont pas survécu à l'émergence de la vidéo porno amateur  (Xtube, PornHub, etc., et aujourd'hui Just for fans et assimilés).

## Culture

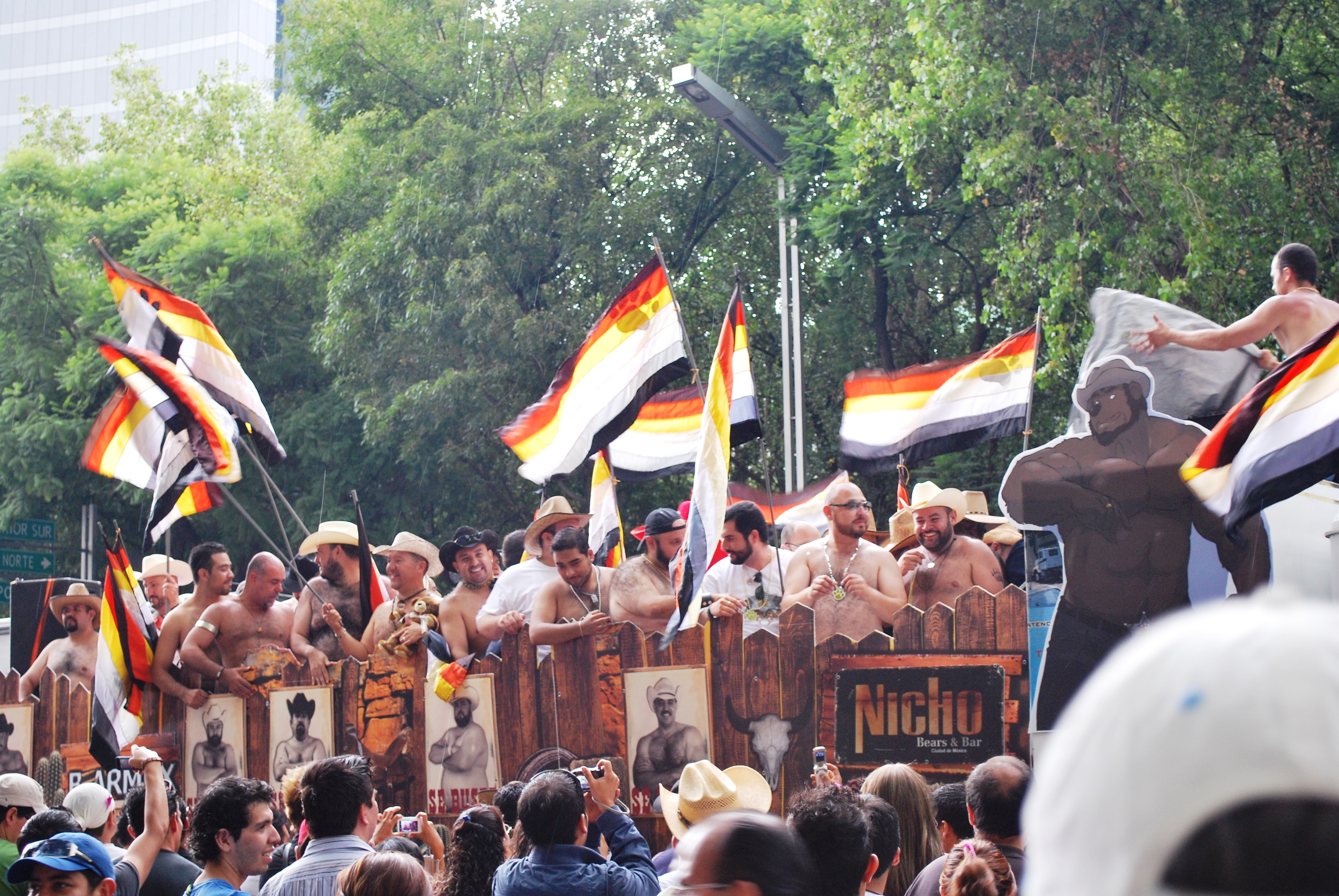
Bears à la marche des fiertés de Mexico en 2009

Variable et multiple, comme sa définition : telle peut être qualifiée la culture de L'Ours. Cela tient au fait de la multiplicité de ses représentants. Il est possible de dégager de grandes tendances, plus ou moins mises en avant selon les lieux et les groupes.
La mise en valeur de la masculinité constitue un aspect fondamental. Là aussi, les éléments varient, mais un Ours ne considère un autre comme tel que s’il obéit à certains critères. Un Ours n’est généralement pas attiré par la mode vestimentaire du moment, ce qui ne le prive néanmoins pas de style ni de goût en matière d'habillement. Il préfère des couleurs franches et tranchées, des vêtements dans lesquels il se sent à l'aise.
Un Ours ne porte une tenue que s’il la trouve pratique, confortable et taillée dans des matières comme le coton, la toile de jean ou la laine. Il privilégie les fragrances les plus musquées et n'abuse pas des eaux de toilette. Les Ours se définit également par sa pilosité faciale et corporelle. Elle constitue un élément supplémentaire de son aspect physique. L’épilation n'est donc pas encouragée.
Il n'existe pas de culture musicale proprement Ours. Un Ours peut être tout à fait éclectique et n’est pas jugé sur la musique qu’il écoute ni celle sur laquelle il danse. On assiste toutefois, dans la mouvance du retour en grâce de certaines périodes (Seventies, Eighties), à une remise au goût du jour de styles comme le Disco.
Le cinéma et la presse Ours n’existent quasiment que dans leurs variantes pornographiques, par exemple avec l'acteur Jack Radcliffe. Une seule exception est connue à ce jour : le film du réalisateur espagnol Miguel Albaladejo, "Cachorro" ("Chiot", en Français), se déroule dans le milieu ours où un célibataire se retrouve à devoir élever son neveu de 10 ans.
À l’exception des ouvrages érotico-pornographiques, il n’existe pas non plus à proprement parler de culture Ours spécifique en littérature française. Cependant, les romans de Pier Angelo Polver, qui narrent le quotidien d’un couple formé par un Admireur et un Ours, restent une exception notable.
Un mouvement artistique -parfois désigné sous le terme générique de "Ours Art"-, mêlant des sources d'inspirations variées, se développe depuis les années 2000. Dans une grande diversité de styles, la photographie, le dessin, l'illustration et la peinture, mais également la sculpture, sont désormais bien présents.
Pour la France, on pourra citer des artistes graphistes, illustrateurs et photographes tels que Logan qui s'inspire de l'héroïc fantasy, Qaherabear avec, en particulier, son groupe des "Desperate FranOurs", Christophe Jannin qui montre que des personnages non-standards dans les arts graphiques peuvent aussi faire l'objet d'illustrations contemporaines, Jordan Samper, dont les portraits foisonnent de teintes lumineuses ; ou encore Guy Thomas, portraitiste aux techniques et à l'inspiration néo-classiques. À cet aperçu non exhaustif, il convient d'ajouter le travail de plus en plus visible d'une "jeune génération" particulièrement inspirée par la culture du manga dit "bara" -l'ensemble des arts et fictions créés par des homosexuels à destination d'autres homosexuels dans lesquels la virilité est mise en avant- et qui se manifeste surtout au travers de réseaux sociaux créatifs. C'est par exemple le cas du fanzine collectif Dokkun dont le lancement officiel a eu lieu en juillet 2010.
Le reste de l'Europe compte également un certain nombre d'artistes qui œuvrent dans le Ours Art sous toutes ses formes: Bearfighter par exemple en Allemagne, le photographe des "âmes brutes" ou Luke Darko et les projets menés dans le cadre de "Bear Rupture" 
La liste des artistes illustrant le mouvement Ours est en perpétuelle évolution. Elle témoigne d'un besoin de sortir des cadres d'une vision réductrice de l'homosexualité masculine, longtemps définie au travers de canons, de comportements, d'attitudes et de critères dans lesquels toute une catégorie d'hommes gays ne se reconnaissaient pas. Elle montre aussi la volonté de proposer certaines alternatives possibles.
Globalement, la communauté Ours n'est pas spécifiquement militante. Selon les pays et l'implantation des associations, elle observe parfois une discrétion plus importante que d'autres communautés LGBT. Dans son quotidien, l'Ours n'affiche pas automatiquement son homosexualité.
Ce trait explique en partie le peu d'intérêt que les médias gay en France portent au phénomène Ours, qui peut avoir un aspect déroutant. Cette tendance est différente ailleurs, en Europe ou en Amérique. En effet, des pays comme l'Allemagne ou l'Espagne, les États-Unis ou encore le Canada ont la réputation de constituer des zones où les Ours jouissent d'une visibilité privilégiée, situation dont il faut peut-être trouver les racines dans les habitudes culturelles locales et aussi dans les caractéristiques physiques.

### Terminologies
Quelques termes généralement utilisés dans la communauté Bear pour identifier une personne s'identifiant comme membre de la communauté :
- Cub – jeune version d'un Bear, quelquefois, mais pas toujours, avec un gabarit plus petit qu'un Bear[9].
- Otter ou Loutre – Considéré comme étant un membre de la sous-culture de la communauté Bear par quelques-uns, un Otter (loutre) est un homme poilu dont la taille/poids est de proportionnée à mince[10].
- Panda (ou Panda Bear) – Homme d'origine asiatique ayant une pilosité[11].
- Polar Bear ou Ours Polaire – Homme d'un certain âge, membre de la communauté, dont sa pilosité est presque ou entièrement blanche ou poivre et sel[11]
- Chub ou Chubby – homme massif se décrivant comme étant en surplus de poids ou obèse[12]
- Muscle Bear – Culturiste ou personne ayant une musculature apparente, ayant un certain niveau de pilosité ou ayant un intérêt pour des membres de la communauté Bear[12]
- Chaser, Bear Lover - Homme attiré par les Bears[12]

- SuperChub – homme très massif ayant un sévère surplus de poids, généralement au-dessus des 136 kg (300 lbs).
- Wolf ou Loup – homme homosexuel avec des poils sur le corps et le visage, mais à la différence d'une carrure svelte et athlétique.
- Ursula ou Ursule – femme Bear

### Drapeau

Drapeau de la Communauté internationale Ours

Le drapeau est apparu en 1992 afin de donner un emblème spécifique à la communauté. Il est composé de 7 bandes de couleur : marron, brun clair, blond, beige, blanc, gris, noir. Pour certains, chaque bande représente une teinte de couleur de peau humaine ainsi qu'une teinte naturelle de cheveu, l'idée étant de représenter symboliquement la totalité du genre humain. Pour d'autres, les couleurs représentent celles des ours plantigrades. Une patte noire d'ours stylisée (avec ou sans griffe selon la version) dans le coin supérieur gauche achève l'ensemble.

## Sociabilité

### Lieux de rencontres
De nombreux lieux de rencontres (bars, saunas) visent spécifiquement la communauté Bear.

### Sites de rencontre
En France, l'arrivée des services audiotel et du minitel voit se multiplier les sites de rencontre. Les 3615 destinés à la communauté gay proposent de sélectionner des caractéristiques spécifique en vue de rencontrer un amant ou l’âme sœur. Certains de ces dispositifs se spécialisent dans la recherche d'hommes homosexuels à la virilité exacerbée ou à l'âge plus avancé, rompant avec la plupart des supports proposant des rencontres d'hommes jeunes et/ou fluets.
Avec l'arrivée de l'Internet, des sites de rencontres spécifiques à destination de la communauté de l'Ours se développent. D'abord sous forme de forums (comme « GBR - gay bi routiers » qui recense les histoires érotiques, les lieux de rencontre et les petites annonces) dans la continuité de ce qui existait sur le minitel et l'audiotel, puis en trouvant des développeurs qui élaborent des sites de rencontres permettant de nombreuses critérisations.
De la toute fin des années 1990 jusqu'en 2015/2016 où le marché semble se stabiliser, ces sites, gratuits ou payants selon l'accessibilité offerte, ont un succès croissant à mesure que la rapidité des ordinateurs et de l'internet augmentent, favorisant la qualité des photos puis des vidéo personnelles mises en ligne. Plus adaptés à cette clientèle particulière que le pourtant célèbre "Gay.com", de grands réseaux comme gaydar, bear411 ou bearwww, eurowoof et bien d'autres voient le jour. Certains services comme "Meetic" ouvrent leur page aux hommes gays, mais n'offrent pas d'option spécifique à destination de la communauté bear et même chez les gays, le résultat reste mitigé.
Avec l'arrivée des téléphones à écran tactiles, les applications voient le jour. Certains accompagnent le mouvement et adaptent ou convertissent leur site en application. Parallèlement, de nombreuses entreprises se créent comme "Growlr", "Grindr" ou "WBear".
Plusieurs sites internet ou applications de rencontre bear se concentrent sur des régions du monde particulières, comme "U4Bear" (hispanophones) ou "bear411" (anglophones nord américains).

### Bear pride / bear weeks
Depuis plus d'une quinzaine d'années, des associations réunissent la communauté bear dans de grandes capitales à l'occasion de festivals spécifiques à la communauté,.

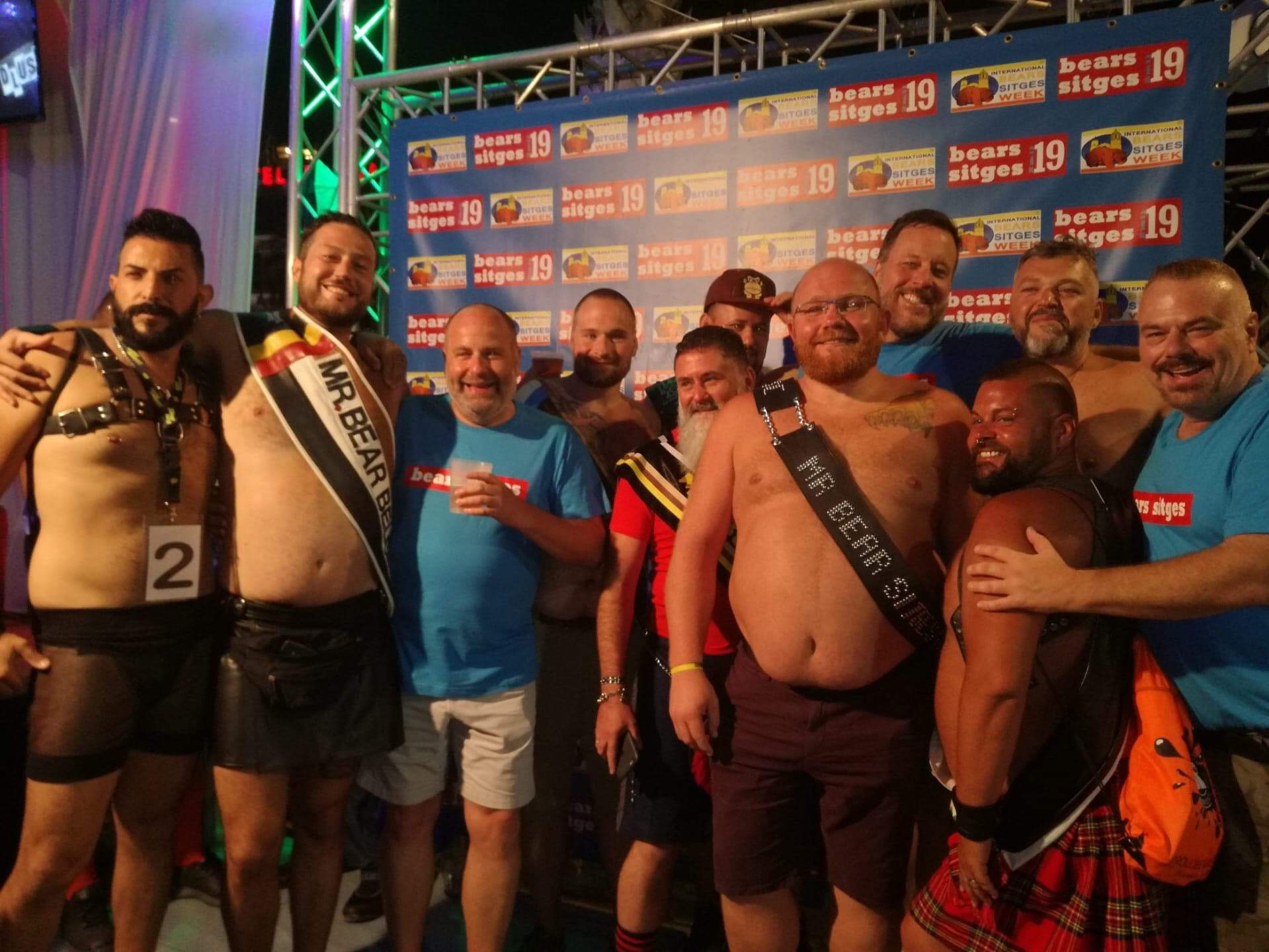
Plusieurs Misters Bears Européens et acteurs de la série "Where the Bears Are" à Sitges en septembre 2019

Pour les rassemblements européens les plus fréquentés, il est possible de citer
La fierté Ours Paris, le week-end de l'ascension, avec l'élection de Mr Ours
La Bear Week de Sitges, en septembre , rassemblement mondial, rassemblant des personnalités bears comme les acteurs de la série américaine "Where The Bears Are" et de nombreux "Mr bears" Européens et  mondiaux.
Le Bear Week-end de Bruxelles et l'élection de Mr Bear Belgium en octobre 
La Bear Pride de Cologne fin novembre